# Franz Conrad von Hötzendorf
Franz Graf Conrad von Hötzendorf, o comte Franz Conrad von Hötzendorf (Penzing, Viena, 11 de novembre de 1852 – Bad Mergentheim, Württemberg, 25 d'agost de 1925) fou un militar austríac i cap d'estat major de l'exèrcit austrohongarès des de 1908 i durant la Primera Guerra Mundial fins al 1917.
En el context de les crisis balcàniques que es van succeir fins a 1914, va ser partidari de la guerra amb caràcter preventiu contra Sèrbia per salvaguardar territorialment l'Imperi Austrohongarès, en aquells moments ja en una situació política precària i fou el principal proponent de l'atac contra Sèrbia després de l'assassinat de l'arxiduc Francesc Ferran d'Àustria. Com a cap de l'exèrcit en promogué la modernització, mentre que des del punt de vista de la planificació estratègica, en general, els historiadors el consideren capaç però poc realista, a causa de la seva tendència a crear plans grandiosos sense tenir en compte el terreny, el clima i les capacitats de l'enemic; altres, com el britànic Ciryl Falls, en canvi, el consideren un dels més brillants estrategs de la Primera Guerra Mundial.